# Kariata Diaby
Kariata Diaby (Daloa, 29 giugno 1995) è una cestista ivoriana con cittadinanza francese.

## Carriera
Con la Costa d'Avorio ha disputato due edizioni dei Campionati africani (2013, 2017).